# زوفای بزرگ زرد
زوفای بزرگ زرد (نام علمی: Agastache nepetoides) نام یک گونه از خانواده نعنائیان است.